# Junoom
Junoon (Urdu: جنون, que significa "obsessão" em urdu e "loucura" em árabe) é uma dos grupos islâmicos mais populares do Paquistão. Foi formada em Lahore em 1990 pelo médico Salman Ahmad seguindo a linha sufi.